# Gérard Charrière
Gérard Charrière (Magnedens, 24 maggio 1935) è un pittore svizzero.

## Biografia
Gérard Charrière ha iniziato i suoi studi nell'industria delle rilegature all'Ecole des Arts et Métiers di Basilea e al Lycée Technique Estienne di Parigi. Dal 1964 al 1968, ha lavorato presso la Newberry Library di Chicago. Nel 1968 si trasferisce a New York dove si dedica alla pittura continuando a legare arte e legatoria.